# Stachys
Stachys este un gen de plante din familia  Lamiaceae.

## Specii
Cuprinde circa 200 specii.